# Weißig (Kubschütz)

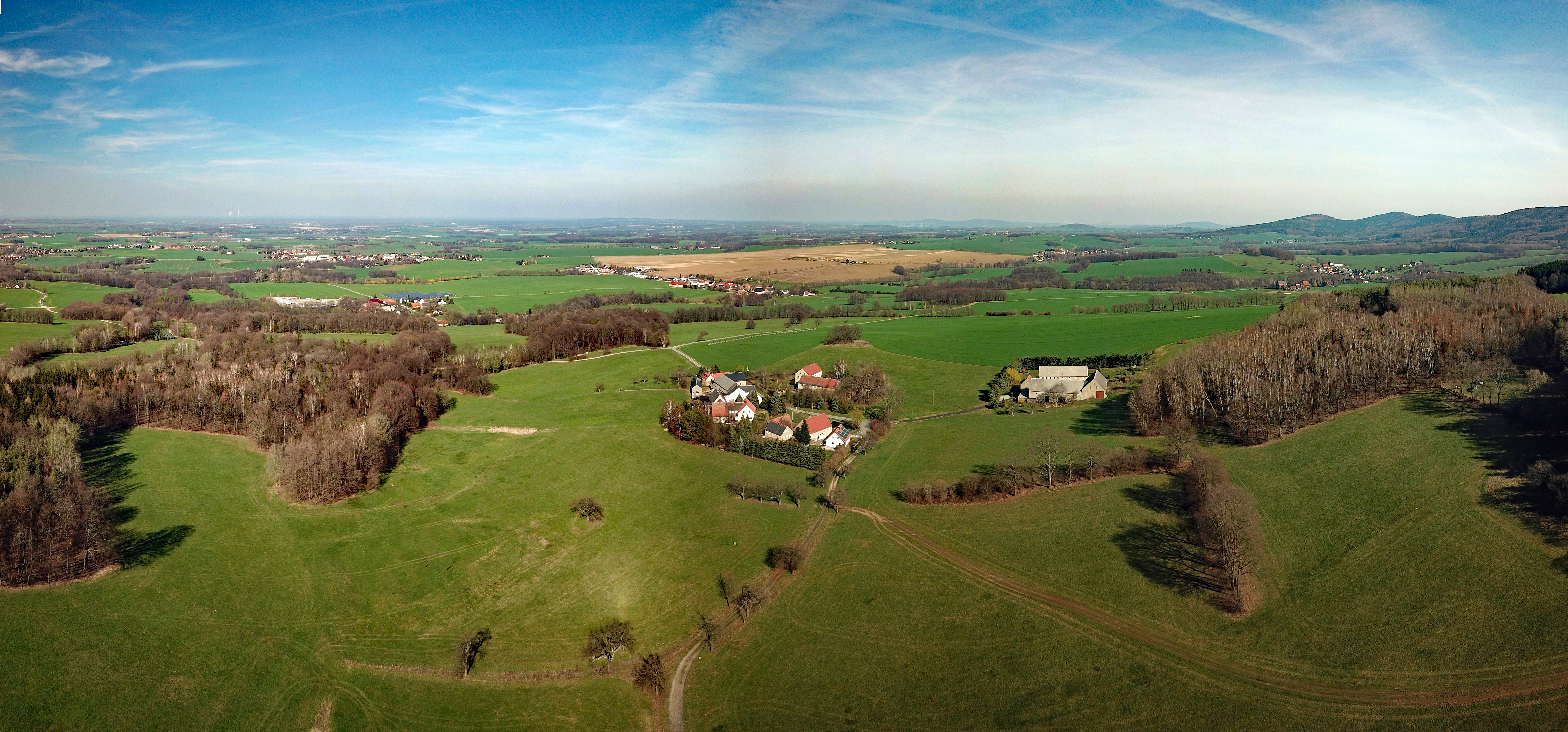
Luftbildpanorama

Weißig, obersorbisch Wysokaⓘ, ist eine Ortschaft mit 24 Einwohnern (Stand Dezember 2021) in der Gemeinde Kubschütz im Landkreis Bautzen. Es zählt zur sächsischen Oberlausitz und zum sorbischen Siedlungsgebiet. Die Katasterfläche beträgt 64 ha.

## Geographie
Der Ort befindet sich sechs Kilometer südöstlich von Bautzen bzw. drei Kilometer südlich von Kubschütz am zum Tal des Wuischker Wassers abfallenden Nordhang des Blösaer Berges (385 m), eines Vorberges des Czorneboh. Südwestlich erhebt sich der Mehltheuerberg. Nachbarorte sind Blösa im Norden, Soritz im Nordosten, Rachlau im Südosten, Döhlen im Süden, Pielitz und Mehltheuer im Südwesten sowie Rieschen im Nordwesten. Weißig liegt 320 m ü. NN.

## Geschichte
Erstmals urkundlich erwähnt wurde Weissigk 1547. Die Ansiedlung war eines der Bautzener Ratsdörfer. Das kirchlich ursprünglich zur Michaeliskirche in Bautzen gehörige Dorf wurde 1866 nach Hochkirch umgepfarrt, nachdem sich die Bewohner schon länger nach Hochkirch hielten. Die Bewohner des kleinen Ortes lebten von der Landwirtschaft.
Für seine Statistik über die sorbische Bevölkerung in der Oberlausitz ermittelte Arnošt Muka in den achtziger Jahren des 19. Jahrhunderts eine Bevölkerungszahl von 42 Einwohnern; davon waren 39 Sorben (93 %) und 3 Deutsche.
Zum Ende des 19. Jahrhunderts entstanden westlich des Ortes kleinere Steinbrüche, jedoch wurde der Granodioritabbau in der 1. Hälfte des 20. Jahrhunderts wieder eingestellt. Weißig besteht lediglich aus 6 Häusern. 1936 wurde Weißig nach Soritz und 1950 dann nach Rachlau eingemeindet. 1970 hatte der Ort ca. 45 Einwohner, heute sind es etwa die Hälfte. Nach 1990 kam Weißig mit Rachlau zu Kubschütz.
Westlich von Weißig wurde 1931 in einem Wäldchen ein Hügelgrab aufgefunden. Die darin enthaltenen Gefäße wurden auf die mittlere Bronzezeit datiert.

## Galerie

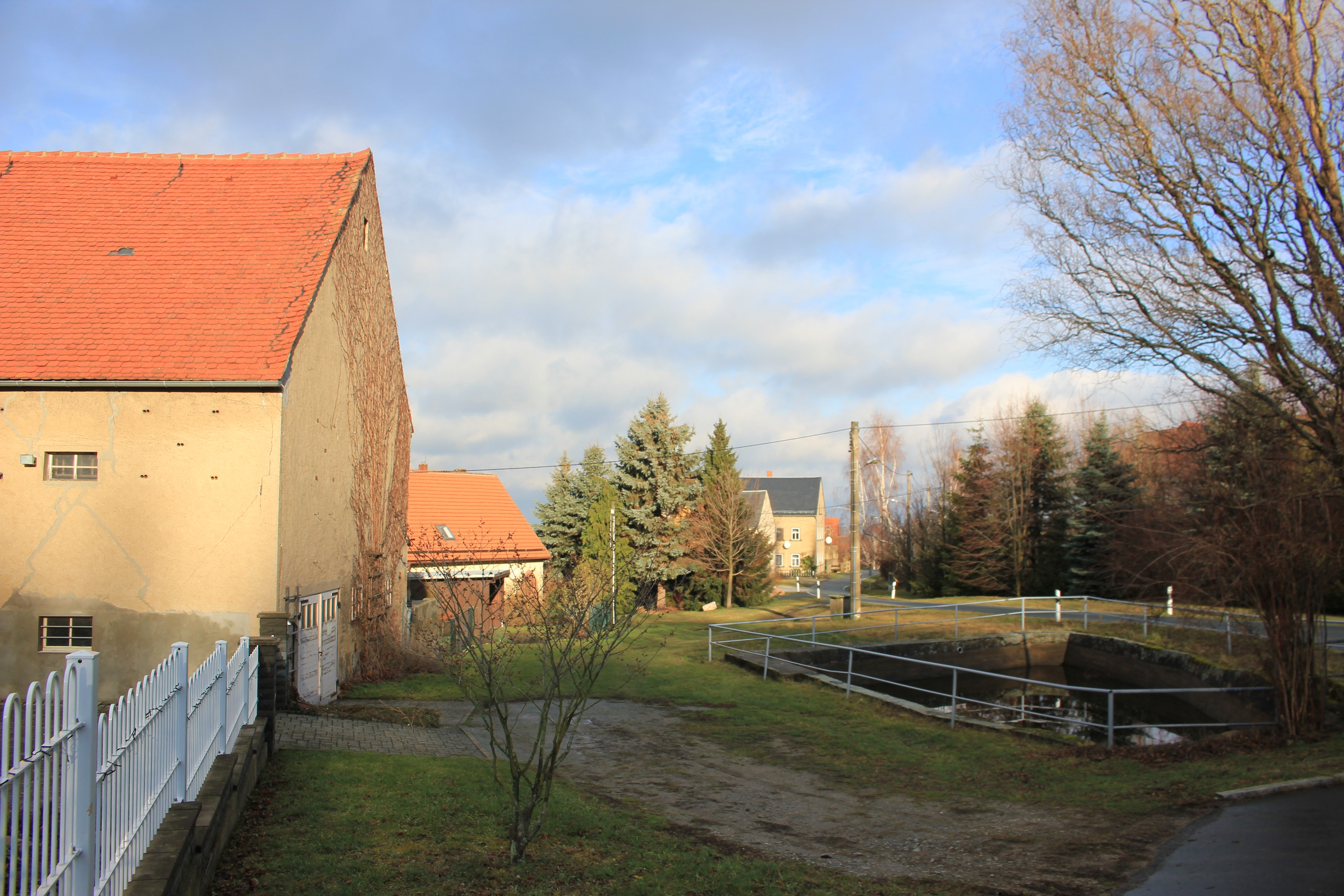
Ansicht mit Dorfteich
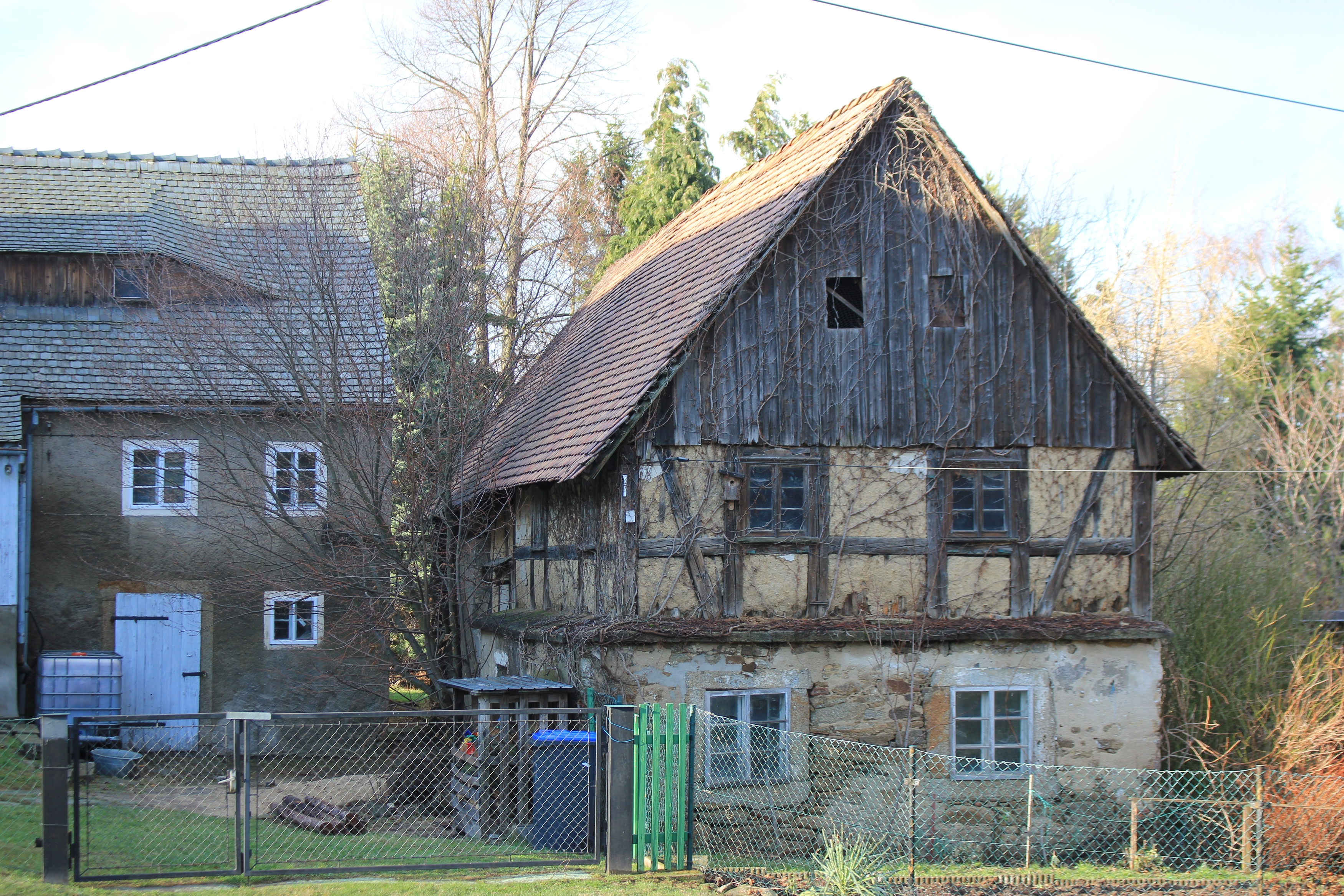
Fachwerkhaus auf dem Hof Nr. 7
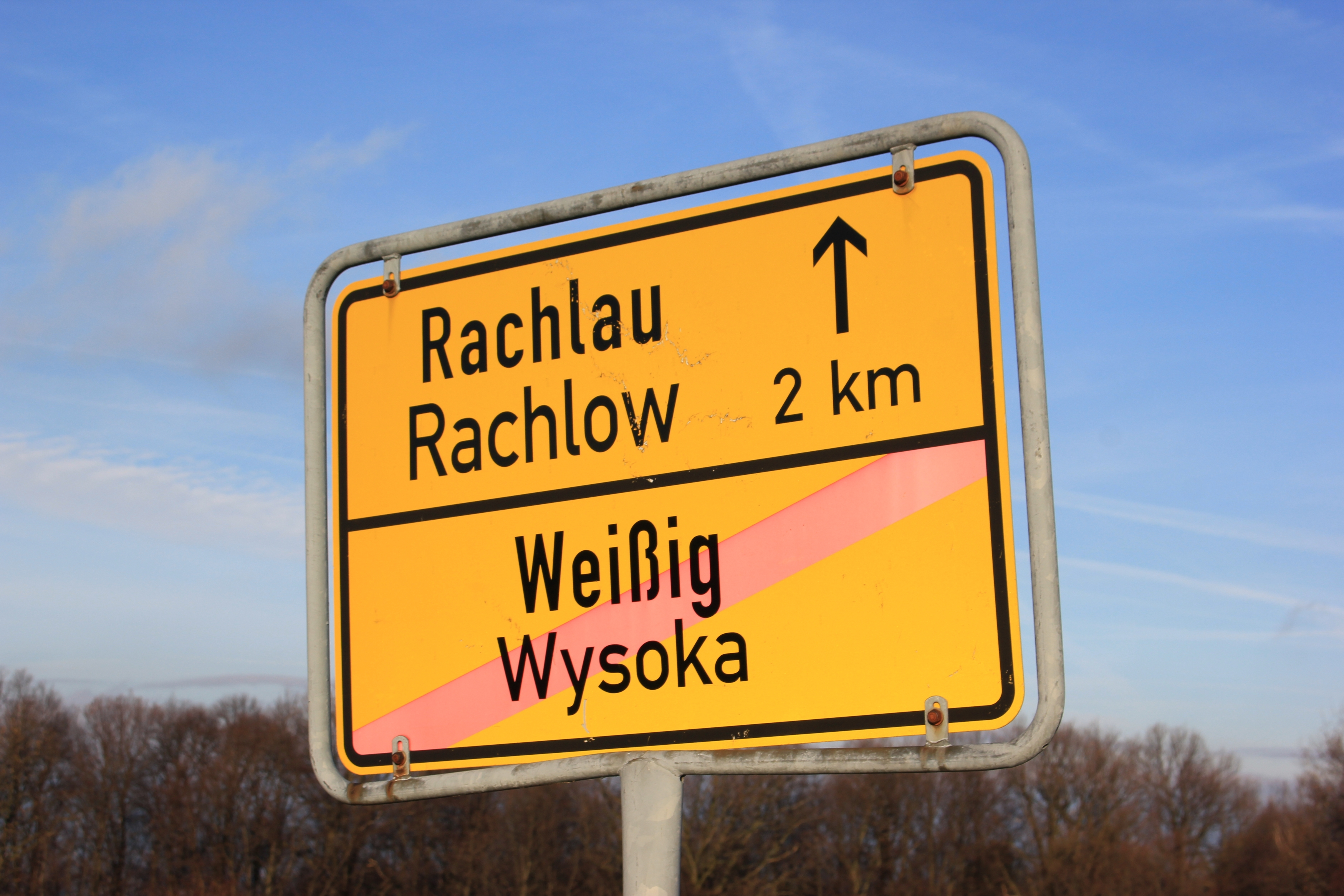
Ortsschild
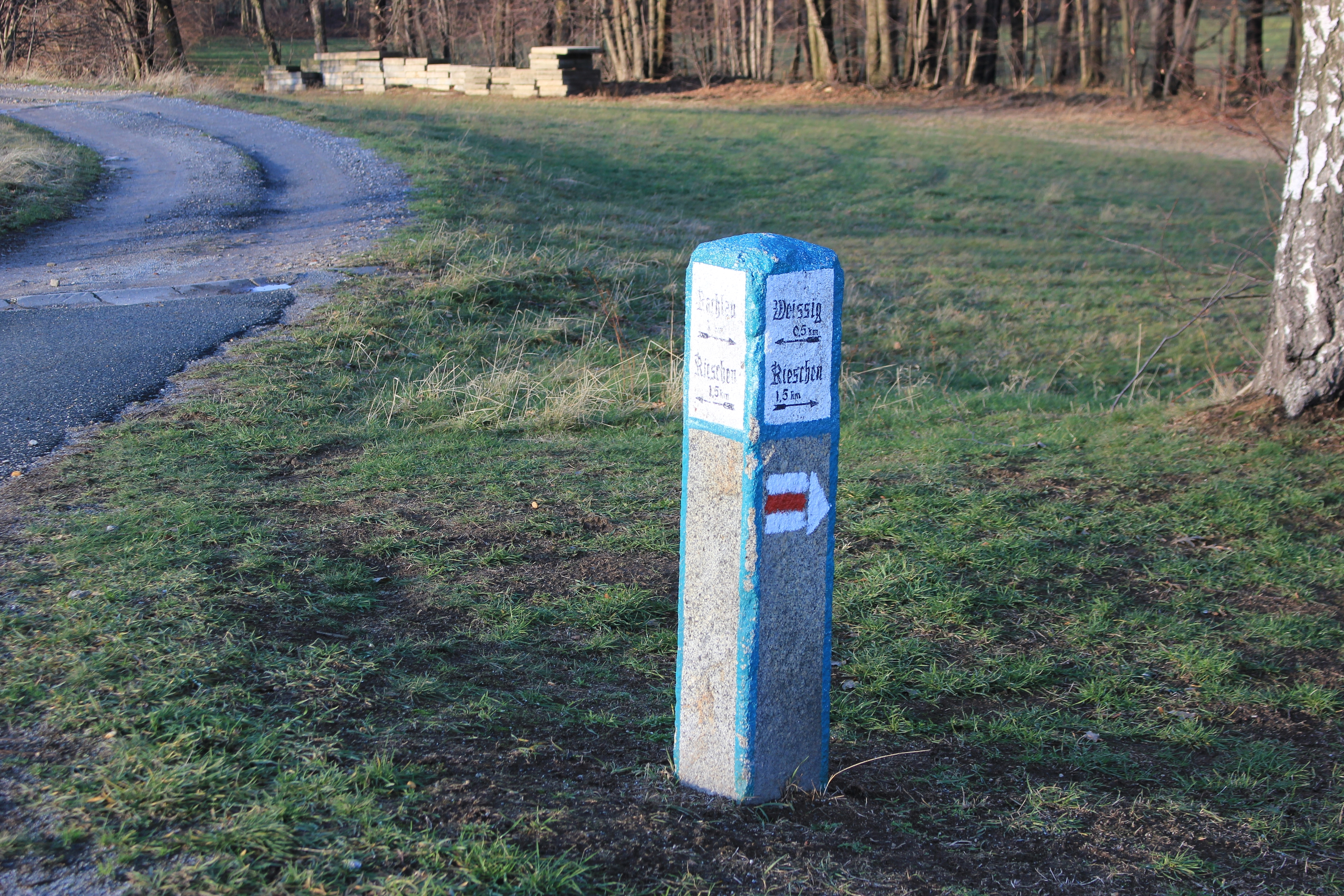
Wegweiser nahe dem Dorf